# Festa Nacional da Cenoura
Festa Nacional da Cenoura (FENACEN) é uma festa agrária da cidade de São Gotardo, Minas Gerais, Brasil, que ficou conhecida nacionalmente como a "Capital Nacional da Cenoura". Trata-se de uma festa de interior, onde temos como principal atração o rodeio. Na festa é feita uma eleição onde uma das três candidatas participantes concorrerão ao título de "Rainha Nacional da Cenoura". Além disso temos concurso de culinária, shows e a PROVA DA CENOURA.

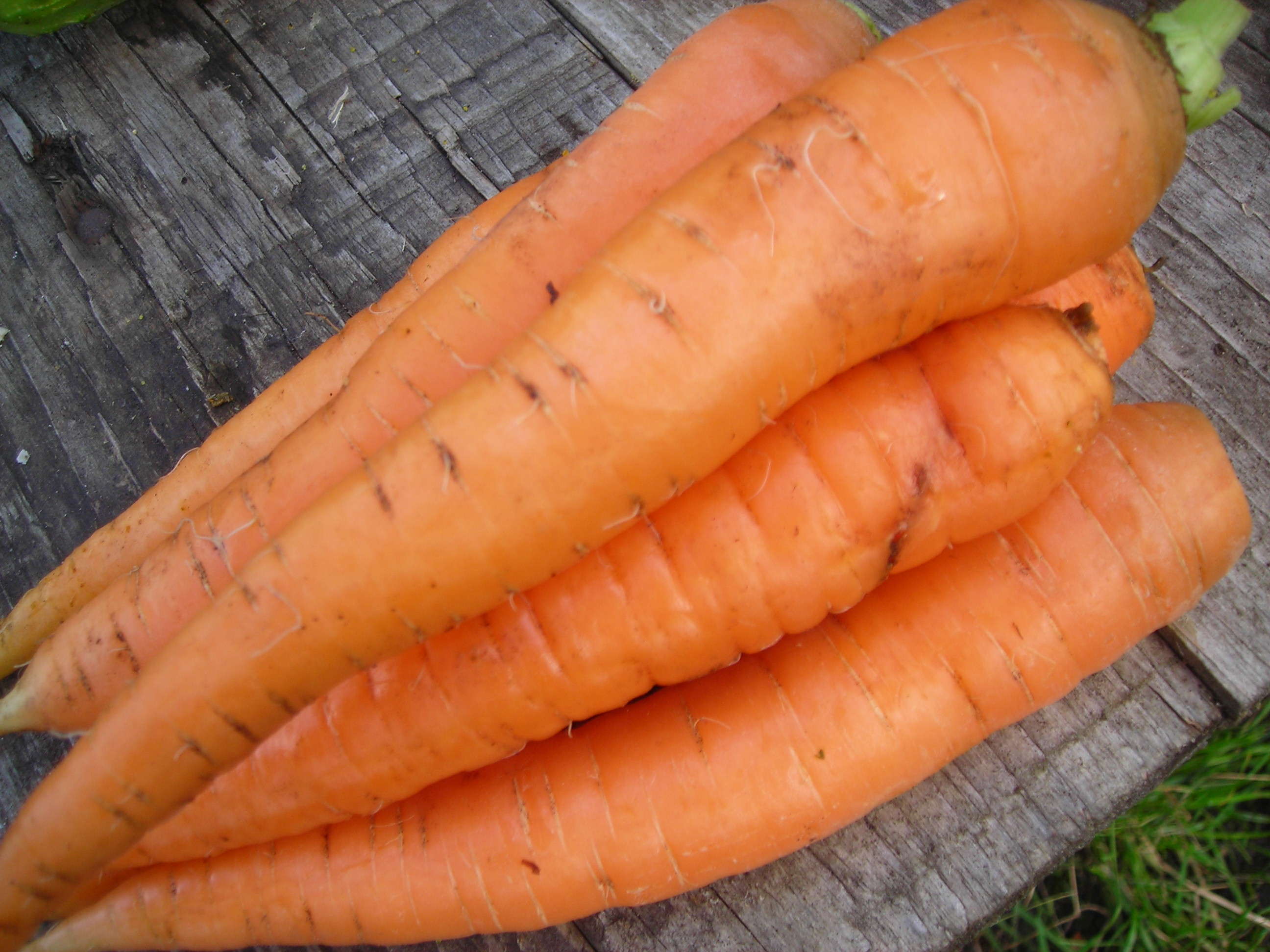
Cenoura

## A história
A Fenacen teve inicio no ano de 1997. Seus idealizadores foram os diretores do sindicato rural de São Gotardo, juntamente com o presidente da época, o senhor José Raimundo Pinto. O nome surgiu pelo fato da economia da população do município ser voltada para a agricultura e a cenoura era um elemento importante dessa economia.
A festa é um evento que vem crescendo a cada ano e atraindo frequentadores de todo o Brasil e principalmente de cidades próximas, tornando-se uma das principais atrações da região.

## Sindicato Rural de São Gotardo
Em 25 de fevereiro de 1956, foi instituído em São Gotardo, a Associação Rural de São Gotardo. Esta, surgiu com a ideia dos representantes da agricultura, com o objetivo de defender seus direitos e os interesses de seus associados.
Com a necessidade de aumentar o poder de representatividade da Associação, esta foi transformada em Sindicato Rural de São Gotardo, em 19 de abril de 1966, com a outorgação da Carta Sindical , autorizando assim, a formação do sindicato.
Assim, além de representar seus associados,de congregar os que se dedicavam a pecuária, a lavoura, a agricultura,o sindicato passou a prestar serviços a eles, tais como a emissão de notas fiscais, preenchimento de carteira de trabalho, dos livros de registro de trabalho, declarações cadastrais do produtor, promovendo  beneficio econômico e social aos seus sócios.